# Hoograven
Hoograven is een buurt in de stad Utrecht. Administratief bestaat het uit twee buurten, Oud- en Nieuw Hoograven, behorende tot verschillende subwijken van de wijk Zuid.
Hoograven ligt tussen de Vaartsche Rijn en het Merwedekanaal in het westen, de wijk Tolsteeg in het noorden, de Waterlinieweg in het oosten en de A12 in het zuiden.

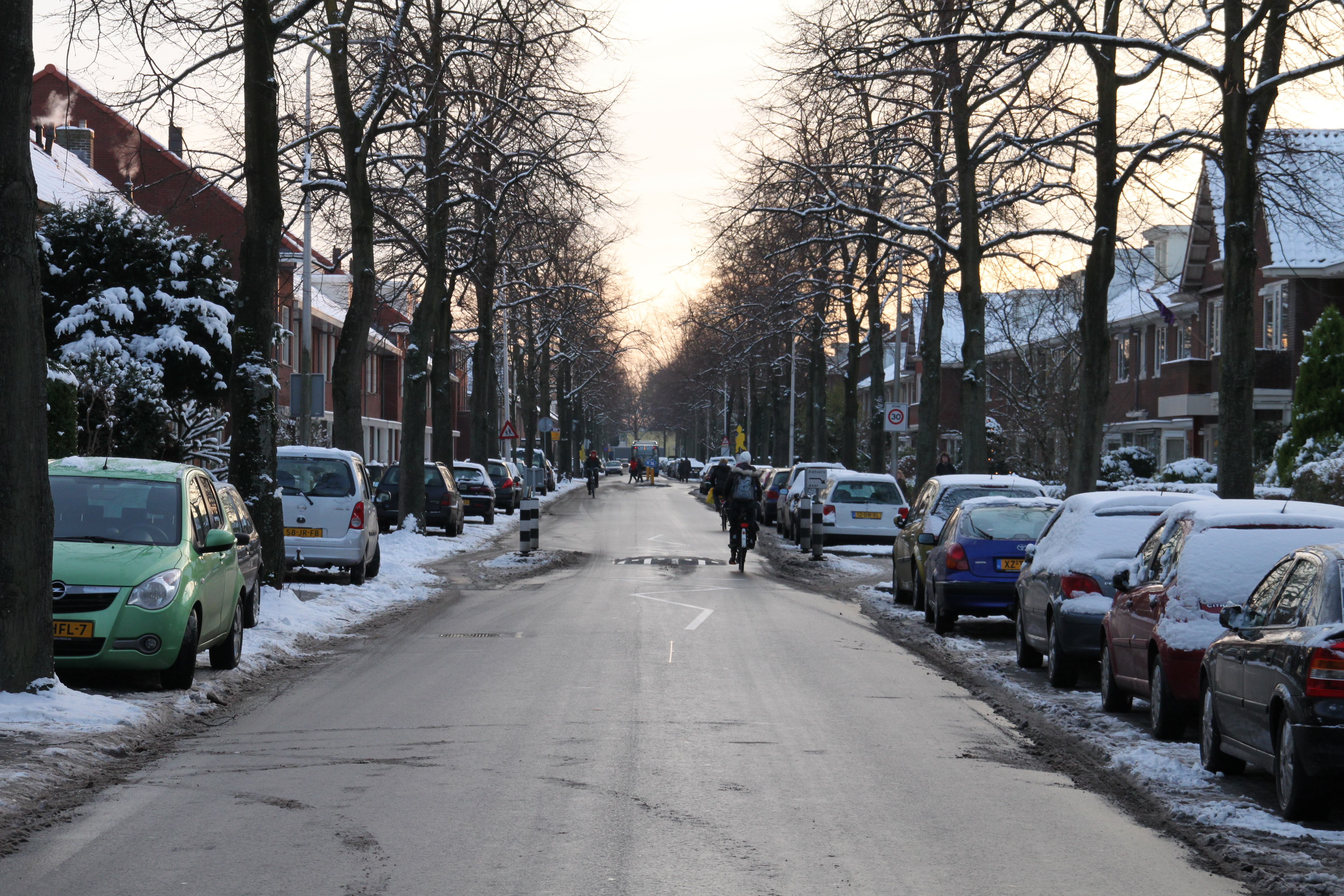
De as Constant Erzeijstraat - Hooft Graaflandstraat

## Geschiedenis

### Toponymie
De naam Hoograven bestaat uit 2 woorden. “Raven” lijkt een vreemde term in plaatsnamend Nederland en doet in eerste instantie denken aan een vogel. (Amateur)historicus Roel van Kooten vindt in zijn boekje “Historisch Hoograven” een verklaring uit de vijftiende eeuw, waarin gesproken wordt over “ruw veen”. Een verbastering naar raven is dan snel gemaakt.
Van Berkel schrijft in zijn wetenschappelijke werk de term “Raven” tegen te komen in bronnen uit 1296-1307. In die tijd de naam voor het poldergebied aldaar. Hoewel Van Berkel geen verband legt met de vogelsoort en daarnaast de gedachte van Van Kooten niet onderschrijft, wordt ook in deze bron geen duidelijk herkomst van “raven” genoemd. Als suggestie wordt de term “rave balk” te berde gebracht, als vernoeming naar de vorm van de polder.
Een wellicht logischere verklaring voor “raven” wordt gegeven in de toelichting bij het in 2006 opnieuw uitgebrachte kadaster van het gebied van de vroegere gemeenten Jutphaas en Vreeswijk in 1832. In deze uitgave wordt een link gelegd met de Italiaanse stad Ravenna. Deze stad, decennia hoofdstad van het West-Romeinse Rijk en daarna de Ostrogoten, werd na een aanval door de Frankse koning Pepijn de Korte in 784 A.D. voor eeuwen onderdeel van de Kerkelijke Staat, de rooms-katholieken. De relatie tussen deze Italiaanse stad en het gebied Hoograven kan in dit opzicht niet anders zijn dan de rooms-katholieke eigenaar van het gebied. Toen tussen 950 en 1122 het gebied werd ingepolderd moesten er net als bij andere veenontginningen in het gebied van het Aartsbisdom Utrecht namen gezocht worden voor de gebieden.
Het is opvallend dat bij de West-Utrechtse veenontginningen veel uitheemse namen gebruikt werden. De naam Kamerik is afkomstig van het Franse Cambrai, in de middeleeuwen een belangrijke rooms-katholieke stad en zo zijn er naastliggende gebieden die ook Rooms-Katholieke plaatsnamen uit het “buitenland” hebben gekregen. Om die reden is het niet geheel onverklaarbaar dat deze polder van het bisdom Utrecht in die tijd is vernoemd naar deze Italiaanse stad.
Het woorddeel “Hoog” wijst op het bestaan van andere naastgelegen raven-polders. Aan de andere kant van Rijksweg 12, ten zuiden van Hoograven ligt de polder Laagraven, welke in dezelfde periode is ontgonnen als Hoograven, echter vanaf de Overeindseweg. Deze polder was voor de Tweede Wereldoorlog een groot landbouwgebied. Na de gemeentelijke herindelingen van Utrecht en Jutphaas in 1954 is de planvorming voor een industrie- en bedrijventerrein gestart en heeft deze polder verschillende functies, met uitzondering van een woonfunctie.

### Oud Hoograven
Oud Hoograven is deel van de subwijk Oud Hoograven-Tolsteeg.
Hoewel de huidige wijk Hoograven behoort tot het grondgebied van de gemeente Utrecht, is dit niet altijd zo geweest. In 1645 verkocht aan Utrecht, werd het gebied in de Bataafs-Franse tijd ondergebracht bij de gemeente Jutphaas. De gemeente Jutphaas liet een groot deel van haar grondgebied, waaronder die van Hoograven, in gebruik voor landbouw en veeteelt. Wel stonden er rond de 200 kleine woningen voor de werknemers van de fabrieken langs de Vaartsche Rijn, overigens grotendeels in bemerkelijke bouwkundige staat. In de jaren 30 ontstond behoefte aan nieuwe woningen in Utrecht, door toegenomen bevolkingsaantallen. Naast nieuwbouw in wijken als Oog in Al was er behoefte aan meer gebieden die voor woningbouw geschikt waren. Het gebied van Tolsteeg en Hoograven, gelegen ten zuiden van de spoorlijnen naar 's-Hertogenbosch en Arnhem, was nog onbebouwd en het lijkt in eerste instantie logisch om het deel van deze boerenlanden wat tot de gemeente Utrecht behoorde, vol te bouwen met woningen.
Het was echter de bouw van de vier Lunetten tussen 1822 en 1826, als onderdeel van de Nieuwe Hollandse Waterlinie, die woningbouw in Tolsteeg lange tijd niet mogelijk maakte. De Kringenwet van 1853 verbood verschillende typen van woningbouw binnen verschillende stralen van de verdedigingswerken. Binnen 300 meter was geen enkele bebouwing toegestaan, en tussen 300 en 600 meter van het verdedigingswerk slechts bebouwing met houten muren. Aangezien door deze verdedigingswerken het ook niet mogelijk was om Utrecht aan de oostzijde van de stad uit te breiden, werd er gezocht naar andere locaties voor woningbouw. De polder Hoograven, in de gemeente Jutphaas bood deze mogelijkheid.
Zoals eerder gemeld was door de ingebruikname van een brug over de Vaartsche Rijn de bereikbaarheid van de al bestaande bewoning en de polder Hoograven sterk verbeterd vanuit Utrecht. Eind mei 1932 komen de Gedeputeerde Staten van de Provincie Utrecht met een uitbreidingsontwerp voor Utrecht. Kortgezegd wordt gesteld dat de polder Hoograven meer bij Utrecht hoort dan bij Jutphaas; het destijds nog nieuwe Merwedekanaal zorgde voor een verdere fysieke barrière met het dorp Jutphaas. Door het in planning zijnde Amsterdam-Rijnkanaal zou dit alleen maar toenemen. In de jaren 30 werd –overigens op een keurige afstand van ten minste 700 meter van Lunet IV – gestart met de bouw van woningen. De nu nog steeds bestaande woningen liggen in de straten tussen de Hoogravensche Weg en de Hooft Graaflandstraat/Rijnhuizenlaan. De woningen waren typisch voor die tijd. Op de begane grond een ruime zit- en eetkamer, op de eerste verdieping twee grotere en twee kleinere slaapkamers en daarbovenop een zolder. Het totaal aantal woningen behorende tot de oude bebouwing van Hoograven met de lange bebouwingsstroken bedroeg in 1954 1480 woningen. Hoewel het de bedoeling was om de polder Hoograven direct met deze bebouwing bij de gemeente Utrecht te betrekken, heeft de gemeente Jutphaas dit om financiële reden tegen weten te houden tot de grote gebiedsannexaties van Utrecht in 1954. Door de gemeente Jutphaas werd in een rapport overigens gewezen op de godsdienstige en zedelijke gevaren die een grote stad met zich meebrachten. Jutphaas zag de voordelen die gemeente Maartensdijk had met hun nieuwbouw; de bewoners, gemikt werd op de middenklasse en arbeiders, maakte gebruik van de voorzieningen in Utrecht maar droegen hun belasting aan de gemeente Jutphaas over. De vroegere verbondenheid met de gemeente Jutphaas blijkt uit de naamgevingen van straten in Hoograven: Hooft Graafland en Constant Erzeij waren vroegere notabelen van de gemeente. Het later gecreëerde speelterrein mr. J.M.M. Hamersplantsoen is vernoemd naar de burgemeester van Jutphaas, die rond de 30 jaar dit ambt heeft vervuld.

### Nieuw Hoograven
Nieuw Hoograven maakt deel uit van de subwijk Nieuw Hoograven-Bokkenbuurt.
Na de Tweede Wereldoorlog heerste in Nederland een grote nood aan woningen. Jonge gezinnen moesten bij anderen inwonen of langer bij de ouders blijven. Ook in Utrecht heerste een woningschaarste. In Utrecht was de nood ook aanwezig en de gemeente wilde uitbreiden. Nadat bleek dat de Duitse luchtmacht weinig moeite had de Waterlinies te passeren, verviel in 1951 de Kringenwet. Hierdoor werd het mogelijk de overige delen van Hoograven ook vol te bouwen met woningen. Na de grote gebiedsannexaties van 1954 door Utrecht werd Hoograven grondgebied van de Domstad. Voor Nieuw-Hoograven, zoals de nieuwbouwlocatie werd genoemd, werd de basis geschapen in het Structuurplan 1954. Hierin werden de nieuwe wijken van Utrecht beschreven, waarbij ook gedacht moet worden Kanaleneiland en Overvecht. De stedenbouwkundige opzet van Nieuw-Hoograven was van de hand van C.M. van der Stad. Met als voorbeeld het Rotterdamse Pendrecht kreeg de wijk een geheel andere opzet dan de bestaande bebouwing in het oude gedeelte van de wijk. Er kwam een hovenstructuur met daaromheen gestapelde woningen, bestaande uit kleine en grote flats. De wijk kreeg acht van deze hoven, elk bestaande uit ongeveer 290 woningen van verschillende grootte, aangepast aan de wisselende woonbehoeften van die tijd. De huizen in het oude gedeelte van de wijk waren voornamelijk bedoeld voor het standaardgezin bestaande uit 4 of meer kinderen. Een deel van de woningen in Nieuw-Hoograven was ontworpen door de bekende architect Gerrit Rietveld.
Conform de destijds heersende opvattingen werden winkelvoorzieningen geconcentreerd tot enkele gebieden. Er werden twee grote buurtwinkelcentra gebouwd. De eerste aan de noordzijde van het onderzoeksgebied, ter hoogte van de Aquamarijnlaan (winkelcentrum Smaragdplein), de tweede centraal gelegen (’t Goylaan). Verder werd in het zuidelijke deel van de wijk een klein aantal winkels gebouwd.
Hoewel het aantal woningen door de uitbreiding van de wijk flink toenam (van 1480 naar 4083 woningen tussen 1954 en 1965, een toename van 175%) nam het aantal inwoners relatief gezien af. De gemiddelde huishoudgrootte daalde in de periode van 6 naar 3,9 personen, wat een gevolg was van een veranderde samenleving en een andere samenstelling van de woningen. Daarnaast werden de wijk Nieuw-Hoograven vanaf de jaren 60 langzamerhand steeds meer bewoond door immigranten, hetgeen leidde tot dynamiek in de wijken. In 2003 was het aantal buitenlanders in Nieuw-Hoograven opgelopen tot 56 procent. De gebouwen, voornamelijk huur, verpauperden langzaam.

### Gemeentelijke herindeling
De wijk behoorde vroeger toe aan de gemeente Jutphaas en is op 1 januari 1954 aan de gemeente Utrecht toegevoegd. In de jaren dertig had Jutphaas reeds de woonwijk die nu bekendstaat als Oud Hoograven gebouwd. Een straat als de Julianaweg herinnert er nog aan dat dit deel vroeger aan Jutphaas toebehoorde. De huisnummering start aan de kant van Jutphaas en niet, zoals gebruikelijk, aan de kant van het centrum van Utrecht.

## Vernieuwing
In de jaren '90 is de gemeente Utrecht begonnen met de stadsvernieuwing in Utrecht. Als eerste werden de woningen rond de Montfoortlaan gesloopt en werden er koopwoningen neergezet. Daarna werden de jaren 50 gebouwen rond 't Goylaan vernieuwd. Eerst is het winkelcentrum "Hart van Hoograven" en de woningen aan de noordkant van 't Goylaan gerealiseerd. In de zomer van 2013 zijn ook de nieuwe gebouwen aan de zuidkant gereed gekomen. Vanaf 2017 is gestart met de sloop en nieuwbouw van het complex rond de Oudegeinlaan. Dit wordt in de zomer van 2019 afgerond. Daarnaast zijn in de periode 2016-2018 de woningen rond de Rietveldbuurt gerenoveerd.
Particuliere ontwikkelaars hebben op verschillende andere plekken in de wijk nieuwbouw gerealiseerd, bijvoorbeeld bij het voormalige fabriekscomplex Neerlandia, op verschillende plaatsen aan de Duurstedelaan en aan de Jan van Arkelstraat.

## Verkeer en vervoer

### Auto
Hoograven ligt ten noorden van de Rijksweg 12 en ten westen van de Waterlinieweg. Door de wijk lopen twee, elkaar kruisende, doorgaande wegen:
- In de oost-west richting de 't Goylaan, onderdeel van de binnenring van de stad Utrecht. Deze laan verbindt Hoograven met Rivierenwijk en Kanaleneiland in het westen. In het oosten, via het 't Goyplein, geeft de 't Goylaan aansluiting op de Waterlinieweg en de wijk Lunetten.
- In de zuid-noord richting een doorgaande straat die Hoograven verbindt met Tolsteeg en het centrum van Utrecht. Deze straat heet achtereenvolgens de Hooft Graaflandstraat, de Constant Erzeijstraat en de W.A. Vultostraat.

Bij winkelcentrum Hart van Hoograven kruisen beide doorgaande wegen elkaar.

### Openbaar vervoer

#### Buslijnen
De wijk Hoograven is te bereiken met de volgende buslijnen:
| Lijn | Route                                                                                        | Vervoerder   |
| ---- | -------------------------------------------------------------------------------------------- | ------------ |
| 1    | Hoograven - Rivierenwijk - Centraal Station - Overvecht                                      | U-OV (Qbuzz) |
| 8    | Lunetten - Tolsteeg - Vaartsche Rijn - Centraal Station - Centrum - Oudwijk - Wilhelminapark | U-OV (Qbuzz) |
| 10   | Lunetten - Hoograven - Papendorp - Leidsche Rijn                                             | U-OV (Qbuzz) |
| 34   | P+R Westraven - Hoograven - Rijnsweerd - Science Park - Zeist - Soesterberg - Amersfoort     | U-OV (Qbuzz) |
| 47   | Centraal station - Tolsteeg - Hoograven - Houten                                             | U-OV (Qbuzz) |